# 第15ヘリコプター機雷掃海飛行隊 (アメリカ海軍)
第15ヘリコプター機雷掃海飛行隊（だい15ヘリコプターきらいそうかいひこうたい、英:  Helicopter Mine Countermeasures Squadron 15、略称：HM-15）は、アメリカ海軍大西洋艦隊ヘリコプター海洋戦闘航空団隷下の機雷掃海部隊。愛称はブラックホークス（英: Blackhawks）。バージニア州ノーフォーク海軍基地に所在し、掃海ヘリコプターとしてMH-53Eを運用する。また、第14ヘリコプター機雷掃海飛行隊がシスタースコードロンになっている。

## 歴代運用機

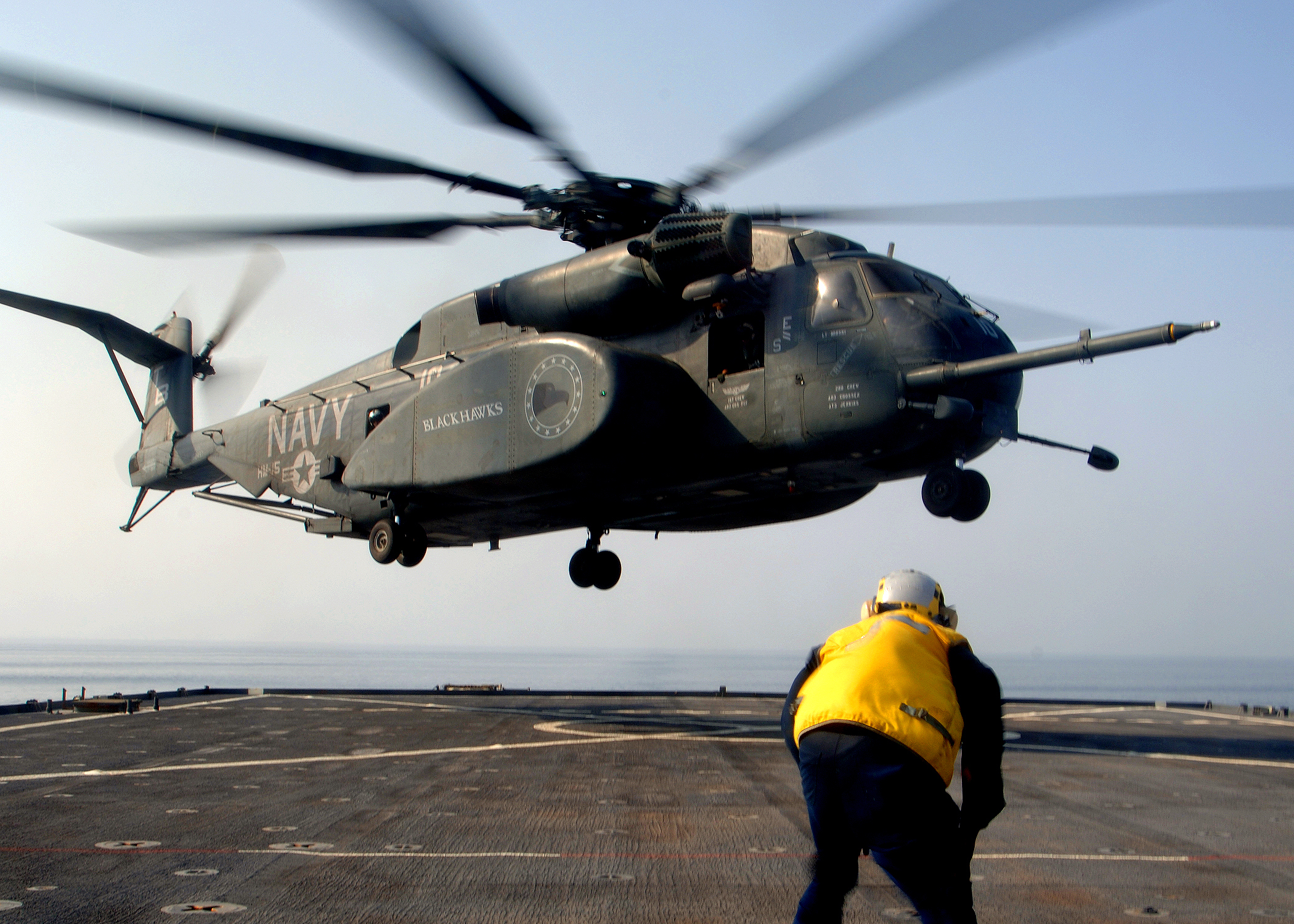
第15ヘリコプター機雷掃海飛行隊のMH-53E

- 掃海ヘリコプター
  - MH-53E（1987年 - ）